# Книжка року 2004
Церемонія нагородження переможців VI Всеукраїнського рейтингу «Книжка року-2004» відбулася 10 березня в Київському академічному театрі оперети

## «Дитяче свято»
книжки для малечі та молодших школярів;
1. Туве Янсон. Країна мумі-тролів. — Л.: Видавництво Старого Лева, 352 с.(п)
2. Ян Бжехва. На землях бергамотах. — Л.: Видавництво Старого Лева(п)
3. Різдвяна Рукавичка: українська народна казка з продовженням, що його розповів Іван Малкович.— К.: А-ба-ба-га-ла-ма-га(п)

література для підлітків;
1. Всеволод Нестайко. Тореадори з Васюківки. — К.: А-ба-ба-га-ла-ма-га, 355 с.(п)
2. Таємниці міста Лева: Книга для читання. — Л.: Аверс, 356 с.(п)
3. Леся Воронина [Архівовано 30 Листопада 2009 у Wayback Machine.]. Суперагент 000. Таємниця золотого кенгуру. Дитячий детектив.[недоступне посилання] — Вінниця: Теза [Архівовано 7 Січня 2010 у Wayback Machine.], Соняшник, 192 с.(п)

## «Хрестоматія»
українська та зарубіжна художня класика;
1. Володимир Свідзінський. Твори: у двох томах. Т.1. Поетичні твори. Т.2. Переклади. Статті. Листи. Сер. <Відкритий архів> — К.: Критика, 584+512 с.(с)
2. Микола Вінграновський. Вибрані твори у трьох томах. Сер. <Маєстат слова> — Тернопіль: Богдан, 400+400+352с.(п)
3. Тарас Шевченко. Кобзар.— К.: Дніпро, 340 с.(п)

літературознавство/фольклор;
1. Дмитро Стус. Василь Стус: життя як творчість. — К.: Факт, 368 с.(о)
2. Лариса Петрівна Косач-Квітка (Леся Українка). Біографічні матеріали. Документи. Іконографія. — Нью-Йорк-Київ: Факт, 448 с.(п)
3. Мирослав Шкандрій. В обіймах імперії: Російська і українська літератури новітньої доби.— К.: Факт, 496 с.(с)

## «Минувшина»
історія до XVIII ст.;
1. Омелян Пріцак. Походження Русі: стародавні скандинавські саґи і Стара Скандинавія. Т.2. Сер. «Київська бібліотека давнього українського письменства». — К.: Обереги, 1304 с.(п)
2. Ігор Ісіченко. Історія Христової Церкви в Україні. — Х.: Акта, 472 с.(п)
3. Пйотр Вандич. Ціна свободи. Історія Центрально-Східної Європи від Середньовіччя до сьогодення. — К.: Критика, 462 с.(о)

історія XIX-XXI ст.;
1. Україна Inkognita; Дві Русі.— К.: Українська прес-група, 496+400 с.(п); Війни і мир, або «Українці—-поляки: брати/вороги, сусіди…».— К.: Українська прес-група, 560 с.(п)
2. В. Ф. Верстюк, В. М. Горобець, О. П. Толочко. Україна і Росія в історичній ретроспективі: українські проекти в російській імперії; В. А. Гриневич, В. М. Даниленко, С. В. Кульчицький, О. Є. Лисенко. Україна і Росія в історичній ретроспективі: радянський проект для України; С. В. Кульчицький, Б. О. Парахонський. Україна і Росія в історичній ретроспективі: новітній український державотворчий процес. — К.: Наукова думка, 504+532+328 с.(п)
3. Історія епохи очима людини. Україна та Європа у 1900—1939 роках. — К.: Генеза, 256 с.(п)

## «Обрії»
науково-популярна література і спеціальна література;
1. Степан Наливайко. Індоарійські таємниці України. — К.: Просвіта, 448 с.(п)
2. Григорій Іващенко-Дзвінковий. Нехай козириться! Гральні карти в історичному і культурному контекстах.— Дніпропетровськ: АРТ-ПРЕС, 208 с. ISBN 966-7985-98-9 (п)
3. Наталия Резанова. Богиня в нежном неглиже… История женского белья, рассказанная серьёзно и не очень; Чувств изнеженных отрада… История парфюмерии и косметики. Сер. «Популярная энциклопедия моды». — К.: Факт, 100+ 124 с.(о)

енциклопедичні та довідкові видання;
1. Г.де Блій, Пітер Муллер, О.Шаблій. Географія: світи, реґіони, концепти. — К.: Либідь, 740 с.(п)
2. Енциклопедія історії України. В 5 т. Том 1. А-В. — К.: Наукова думка, 688 с.(п)
3. Атлас світу.— К.: Картографія, 140 с.(п)

## «Політлікнеп»
сучасне українське суспільствознавство;
1. Політична історія України. ХХ ст. У 6 т. — К.: Генеза, 424+488+448+584+720+696 с.(п)
2. Микола Рябчук. Зона відчуження: українська олігархія між Сходом і Заходом. — К.: Критика, 224 с.(о)
3. Ярослав Грицак. Страсті за націоналізмом: історичні есеї.— К.: Критика, 344 с.(о)

сучасне зарубіжне суспільствознавство;
1. Ендрю Вілсон. Українці: несподівана нація. — К.: К. І. С., 552 с.(о)
2. Елвін Тофлер. Нова парадигма влади. — Х.: Акта, 688 с.(о)
3. Анна Політковська. Друга чеченська.— К.: Діокор, 296 с.(п)

## «Постаті»
публікації/біографії/мемуари (до кінця XIX ст.);
1. Михайло Максимович. У пошуках омріяної України. Сер. «Пам'ятки історичної думки України».— К.: Либідь, 360 с.(п)
2. Україна. 1919 рік: М.Капустянський «Похід Українських армій на Київ— Одесу в 1919 році». Є. Маланюк «Уривки зі спогадів». Документи та матеріали.— К.: Темпора, 558 с.(о)
3. Євген Чикаленко. Щоденник (1907—1917). У 2 т. — К.: Темпора, 428+464 с.(о)

публікації/біографії/мемуари (кінець XIX-XXI ст.);
1. Василь Касіян. Автопортрет. Сер. «Бібліотека Шевченківського комітету».— К.: Веселка, 671 с.(п)
2. В'ячеслав Чорновіл. Твори: У 10-ти т. Т.2.— К.: Смолоскип, 906 с.(п)
3. Федір Нірод. Спогади художника, або Записки щасливої людини. — К.: Либідь, 180 с.(п)

## «Красне письменство»
сучасна українська проза/драматургія;
1. Марія Матіос. Солодка Даруся. — Л.: Піраміда, 176 с.(п)
2. Сергій Жадан. Депеш Мод. Сер. «Графіті».— Х.: Фоліо, 229 с.(о)
3. Любко Дереш. Поклоніння ящірці. Сер. "Бібліотека журналу «Четвер».— Л.: Кальварія, 176 с.(о)

зарубіжна проза/поезія/драматургія;
1. Жан Жене. Щоденник злодія. — К.:  Юніверс, 304 с.(п)
2. Ольга Токарчук. Правік та інші часи.— Л.: Кальварія, 224 с.(п)
3. Сава Дам'янов. Антологія сербської постмодерної фантастики. — Л.: Піраміда, 300 с.(п)

## «Софія»
класична філософія/гуманітаристика;
1. Історія європейської ментальности. — Л.: Літопис, 720 с.(п)
2. Юлія Крістева. Полілог. — К.: Юніверс, 480 с.(п)
3. Жан Бодріяр. Символічний обмін і смерть. — Л.: Кальварія, 376 с.(п)

сучасна філософія (від другої половини ХХ ст.);
1. Марія Зубрицька. Homo legens: читання як соціокультурний феномен.— Л.: Літопис, 352 с.(п)
2. Сергій Кримський. Запити філософських смислів. — К.: ПАРАПАН, 238 с.(о)
3. Євген Бистрицький, Сергій Пролеєв та ін. Ідея культури: виклики сучасної цивілізації.— К.: Альтерпрес, 192 с.(о)

## «Візитівка»
мистецтво;
1. Давня українська ікона із приватних збірок. — К.: Родовід, 336 с.(с)
2. Святий Київ наш великий: Мал. Тараса Шевченка та його сучасників: (Альбом).— К.: Мистецтво, 176 с.(п)
3. Лідія Орел. Мальоване дерево. Наївний живопис українського села.— К.: Родовід, 232 с.(с)

краєзнавча і туристична література;
1. Die Dankbare Bukowina.— Чернівці: Золоті литаври, 74 с.(п)
2. Античные памятники Крыма. — К.: Мистецтво, 288 с.(о)
3. Александр Дерибас. Старая Одесса. Забытые страницы: Исторические очерки и воспоминания.— К.: Мистецтво, 416 с.(п)

## «Голоси»
сучасна українська поезія;
1. Іван Андрусяк. Часниковий сік; Олег Соловей. Аль Катик; Володимир Затуливітер. Четвертий із триптиха; Людмила Таран. Книга перевтілень; Юрій Бедрик. Цвіт геральдичний та інші поезії; Назар Гончар. ПРОменеВІСТЬ; Андрей Дмитриев. Сторожевая элегия; Петро Коробчук. Гіллясте лице. Серія Зона Овідія — К.: Факт, 128+168+176+136+176+148+124+168 с.(п)
2. Петро Мідянка. Срібний прімаш. — Івано-Франківськ: Лілея-НВ, 96 с.(п)
3. Наталка Білоцерківець. Готель Централь.— Л.: Кальварія, 120 с.(п)

художня есеїстика;
1. Михайлина Коцюбинська. Мої обрії. В 2 тт. — К.: Дух і Літера, 336 с.(п)
2. Роман Корогодський. Брама світла. Батьки. Сер. <Українська модерна література> — К.: Гелікон, 472 с.(п)
3. Володимир Павлів. Синдром програної війни. 12 есе про Олександра Кривенка.— Івано-Франківськ: Лілея-НВ, 84 с.(о)